# IC 1085
IC 1085 је спирална галаксија у сазвјежђу Волар која се налази на листи објеката дубоког неба у Индекс каталогу.
Деклинација објекта је + 17° 15' 11" а ректасцензија 15h 2m 43,3s. Привидна величина (магнитуда) објекта IC 1085 износи 14,0 а фотографска магнитуда 14,8. IC 1085 је још познат и под ознакама MCG 3-38-74, CGCG 105-98, NPM1G +17.0534, PGC 53710.